# فردریش والر
فردریش والر (انگلیسی: Friedrich Waller; ۱۸ مارس ۱۹۲۰ – ۱۵ فوریهٔ ۲۰۰۴) ورزشکار بابسلد اهل سوئیس بود.